# Сент Џон (Мисури)
Сент Џон (енгл. St. John) град је у америчкој савезној држави Мисури.

## Демографија
По попису из 2010. године број становника је 6.517, што је 354 (-5,2%) становника мање него 2000. године.
| Група             | 2000.         | 2010.         |
| Белци             | 5.518 (80,3%) | 4.189 (64,3%) |
| Афроамериканци    | 961 (14,0%)   | 1.583 (24,3%) |
| Азијати           | 87 (1,3%)     | 117 (1,8%)    |
| Хиспаноамериканци | 163 (2,4%)    | 443 (6,8%)    |
| Укупно            | 6.871         | 6.517         |